# Claire Pedini
Pour les articles homonymes, voir Pedini.
Claire Pedini est une entrepreneuse française, née le 13 juin 1965 à Vendôme.

## Biographie
Née le 13 juin 1965 à Vendôme, fille de Claude et Marc Baconnet, Claire Pedini est diplômée de l'École des hautes études commerciales de Paris et titulaire d'un master en gestion des médias de l'École supérieure de commerce de Paris.
Ayant fait ses débuts en 1992 à Total, elle est affectée au contrôle de gestion, puis travaille à 26 ans à son introduction à la bourse de New York.
« Fidèle » de Serge Tchuruk, elle le suit en 1998 chez Alcatel-Lucent, où elle devient la première femme membre du comité exécutif, directrice financière adjointe en 2004, puis directrice des ressources humaines en 2005. Elle y prend en charge, à partir de 2008, la restructuration du groupe — s'appuyant sur son second Victor Agnellini.
Elle est ensuite nommée directrice générale adjointe (2010) et DRH de Saint-Gobain (2016), auprès de Pierre-André de Chalendar. Elle est alors la seule femme au comité exécutif. Depuis 2016, elle est en outre administratrice d'Électricité de France.
Avec diverses dirigeantes, comme Anne Lauvergeon ou Laurence Parisot, elle a servi de modèle au protagoniste de Numéro une (Emmanuelle Blachey), réalisé par Tonie Marshall en 2017.

### Vie personnelle
Elle est l'épouse de l'expert Gilles Pedini depuis 1996.

## Décorations
- Chevalier de la Légion d'honneur (2009)[12]
- Officier de l'ordre national du Mérite (2020)

## Sources
- Derek Perrotte, « Claire Pedini », Les Échos,‎ 12 décembre 2005 (lire en ligne).
- « Claire Pedini », dans Capucine Graby et Muriel Roy-Prêtet (préf. Jean-Pierre Elkabbach), Le Sexe fort : le temps des femmes est venu, Paris, Bourin, 2007 (ISBN 978-2-84941-062-2).
- Camille Chandès, « Un management sans état d'âme », L'Usine nouvelle,‎ 5 novembre 2009 (lire en ligne).